# Damparis
Damparis ist eine französische Gemeinde mit 2590 Einwohnern (Stand 1. Januar 2022) im Département Jura in der Region Bourgogne-Franche-Comté. Sie gehört zum Arrondissement Dole und zum Kanton Dole-2. Die Bewohner nennen sich Damparisiens. Damparis grenzt (im Uhrzeigersinn von Norden beginnend) an Champvans, Foucherans, Choisey, Gevry, Tavaux, Abergement-la-Ronce und Samerey (Département Côte-d’Or).

## Geschichte
Als sich Frankreich im Zweiten Weltkrieg unter deutscher Besatzung befand, bestand in Damparis schon seit 1934 eine Sektion der antifaschistischen Bewegung, die der 1904 in dem Ort geborene kommunistische Fabrikarbeiter und Gewerkschafter Émile Roquelle gegründet hatte. Als Mitglied der Francs-tireurs et partisans (FTP) trat er dem Widerstandsnetzwerk des Bataillon FTP von Maurice Pagnon (1910–1944) in Dole bei. Nach dem Krieg wurde der Lehrer, SFIO-Politiker und Gewerkschafter der UD-CGT Jean Courtois zum Bürgermeister gewählt.

## Bevölkerungsentwicklung
| Jahr                       | 1962 | 1968 | 1975 | 1982 | 1990 | 1999 | 2006 | 2017 | 2019 |
| -------------------------- | ---- | ---- | ---- | ---- | ---- | ---- | ---- | ---- | ---- |
| Einwohner                  | 3120 | 3140 | 3086 | 2680 | 2704 | 2799 | 2871 | 2694 | 2629 |
| Quellen: Cassini und INSEE |      |      |      |      |      |      |      |      |      |

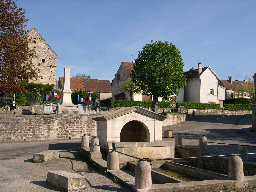
Fontäne
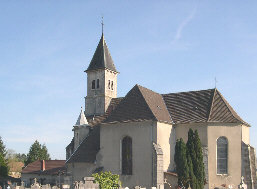
Kirche Saint-Denis